# Селіогло
Селіогло (в 1945—2025 — Холмське) — село Арцизької міської громади в Болградському районі Одеської області в Україні. Центр Селіоглівського старостинського округу. Населення становить 1752 осіб.

## Географія
За три кілометри на захід від села протікає річка Аліяга, за 4 км на півдні від села проходить автодорога Одеса—Ізмаїл. Найближча залізнична станція знаходиться за 6 кілометрів від села — станція Аліяга. Село розташоване у степовій зоні України. Рослинний і тваринний світ степової зони, з корисних копалин розроблені родовища будівельних матеріалів. Населення складають головним чином болгари.

## Історія
Територією села проходить частина Нижнього Траянового валу.

### Заснування
У 1806 році відбулося переселення до Буджаку болгарського населення з провінції Сюльоглу в історичному регіоні Румелія в Османській імперії.[джерело?] Першими переселенцями були сім'ї Іванових/Перу і Проданових/Панчу, а своє поселення вони назвали Селіогло, за назвою батьківщини. Населення головним чином займалося землеробством — вирощували пшеницю, ячмінь, овес. Також в селі було розвинене виноградарство і городництво. Переселенцям уряд Російської імперії обіцяв ряд пільг, але обіцянки ці виконані не були. Тільки після масових виступів болгар в 1819-20 роках були видані акти, які охороняли вихідців з Балкан від закріпачення, повинностей і різних поборів. Населеному пункту належало 5500 десятин з них: 1500 десятин належало — 1700 середнякам і 2300 біднякам, багато селян були безземельні, вони орендували землю у і за договором, половину врожаю віддавали господарям, друга половина залишалася селянинові.
Сучасне село Селіогло виникло у 1830 році, коли невелика частина переселенців-болгар, в кількості 113 родин, оселилися на балці Ташлик і утворила свій прихід. Назву населеному пункту дали відповідності до старого села, з якого вони походили. З 1831 по 1836 рр. прихід Селіогло був приписаний до церкви колонії Яник, що знаходиться в Молдові. У 1852 році в Селіогло була зведена своя кам'яна церква, крита деревом, із дзвіницею на двох стовпах. У 1855 році були підняті стіни та побудована до неї мурована дзвіниця, поставлені вікна та двері, у вівтарі постелено підлогу, а дах церкви разом із дзвіницею викладений залізом.

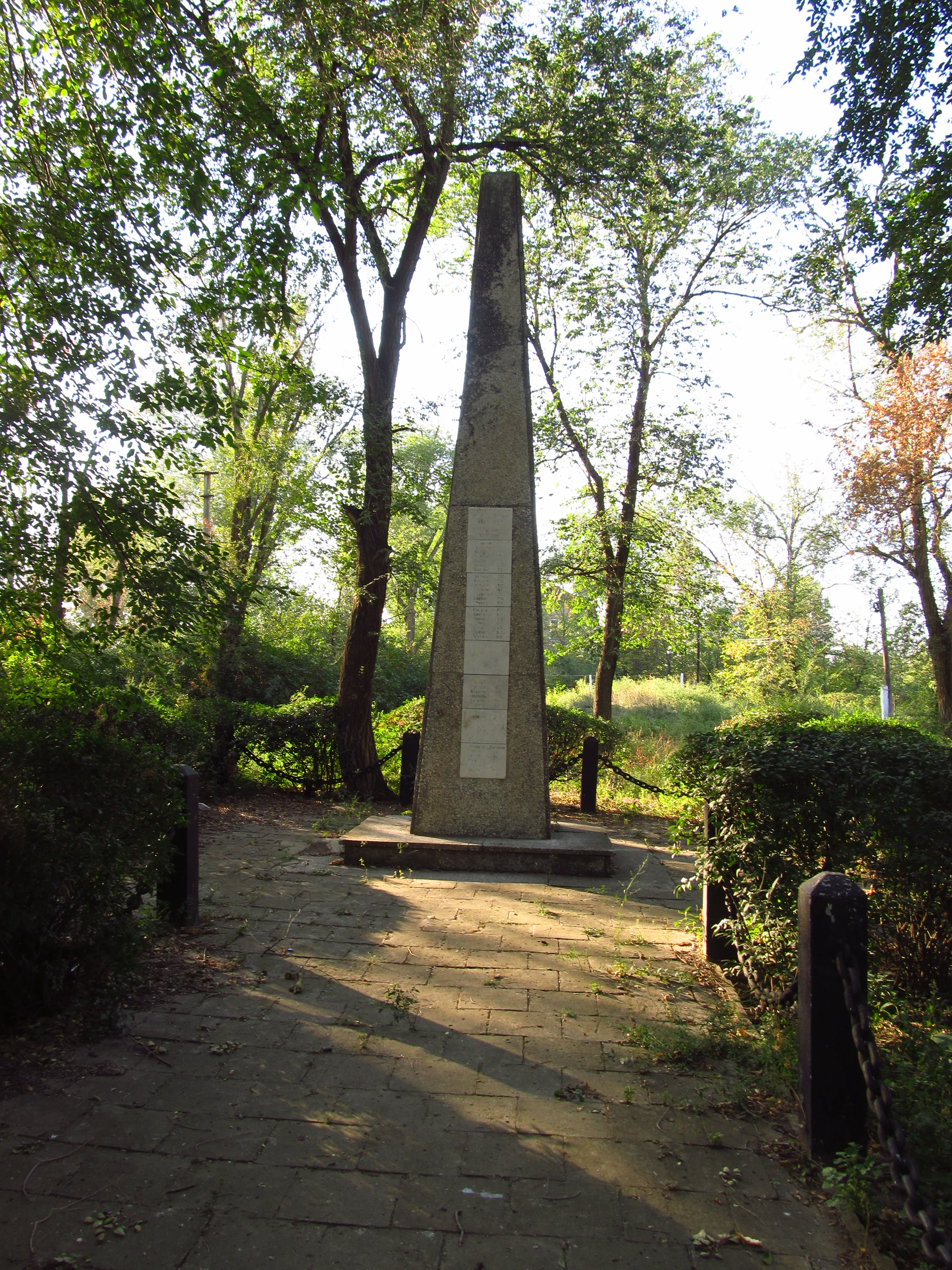
Пам'ятник воїнам-односельцям, загиблим в роки І світової війни

### Молдовський та румунський періоди
Під час розпаду Російської імперії село у грудні 1917 року село увійшло до складу Молдовської демократичної республіки. Остання, унаслідок Великої унії 1918 року, стала частиною Румунського королівства.
28 червня 1940 року відбулася анексія Бесарабії Радянським Союзом, після чого в регіоні розпочались репресії та колективізація. В селі були утворені три колгоспи: «Серп і молот», «Червоний прапор», «Прапор рад», а частина мешканців була депортована або арештована.
На нетривалий час, з червні 1941 по серпень 1944 років, село знову повернулося під владу Румунського королівства.

### Радянська доба
Після приєднання в 1944 році Бессарабії до СРСР репресії поновилися. У 1945 році Селіогло було перейменоване на Холмське. У 1946 році почалася повна колективізація, в наслідок чого село сильно постраждало від голоду.
Паралельно відбувалася інтеграція села до радянського життя. Так, у 1965 році побудовано дорогу до траси Одеса-Ізмаїл. У 1966 році побудовано літній кінотеатр на 800 місць, а в 1967 році — чотириповерхова школа на 960 місць. В 1972 році зведено торговий комплекс на 25 робочих місць, в 1975 році — громадська лазня, в 1976 році — АТС на 100 номерів, 1978 року — Будинок культури на 650 місць.

### Незалежна Україна
Зі здобуття Незалежності колгосп перейменовано на СПК «Південне». З 1995 року почалася розпаювання землі та власники земельних паїв почали здавати в оренду свої паї великим фермерським господарствам: ФГ «Промінь», ФГ «Сузір'я», ФГ «Надія», ФГ «Диметра», ФГ «Лан» і т. д.
Від початку набуття Україною незалежності, село перебувало у складі Арцизького району. 
12 червня 2020 року, відповідно до Розпорядження Кабінету Міністрів України від № 724-р «Про визначення адміністративних центрів та затвердження територій територіальних громад Одеської області», увійшло до складу Арцизької міської територіальної громади.
19 липня 2020 року, в результаті адміністративно-територіальної реформи і ліквідації |Арцизького району, село ввійшло до складу новоутвореного Болградського району.
У 2025 році селу Холмське повернуто історичну назву Селіогло.

## Населення
Згідно з переписом 1989 року населення села становило 2948 осіб, з яких 1380 чоловіків та 1568 жінок.
За переписом населення 2001 року в селі мешкало 2715 осіб.

### Мова
Розподіл населення за рідною мовою за даними перепису 2001 року:
| Мова       | Відсоток |
| ---------- | -------- |
| болгарська | 91,46 %  |
| українська | 3,68 %   |
| російська  | 3,08 %   |
| румунська  | 0,84 %   |
| гагаузька  | 0,63 %   |
| білоруська | 0,04 %   |

## Герб і прапор
На синьому полі золоте сонце з 24-мя проміннями у вигляді колосків, між якими по два тонких промінця. Зелена вигнута база (тригір'я), яка завершена угорі золотою нитяною облямівкою. Щит розміщений у золотому картуші та увінчаний золотою сільською короною.

### Символіка
Золоте сонце символізує південний край, світло, тепло та достаток. Колос — символ родючості, землеробства та животворної сили. Зелена геральдична база у вигляді пагорбів символізує саму назву села. Золотий колір є символом багатства, благородства, достатку. Лазуровий колір символізує красу, гідність та добро. Зелений — родючість землі та процвітання сільського господарства.
Герб розміщений у золотому картуші, який рекомендований Українським геральдичним товариством, та прикрашений сільською короною, яка вказує на статус села. Знизу на картуші рік заснування села, прикрашений знизу синьою стрічкою із назвою села золотими літерами.